# Chiweenie

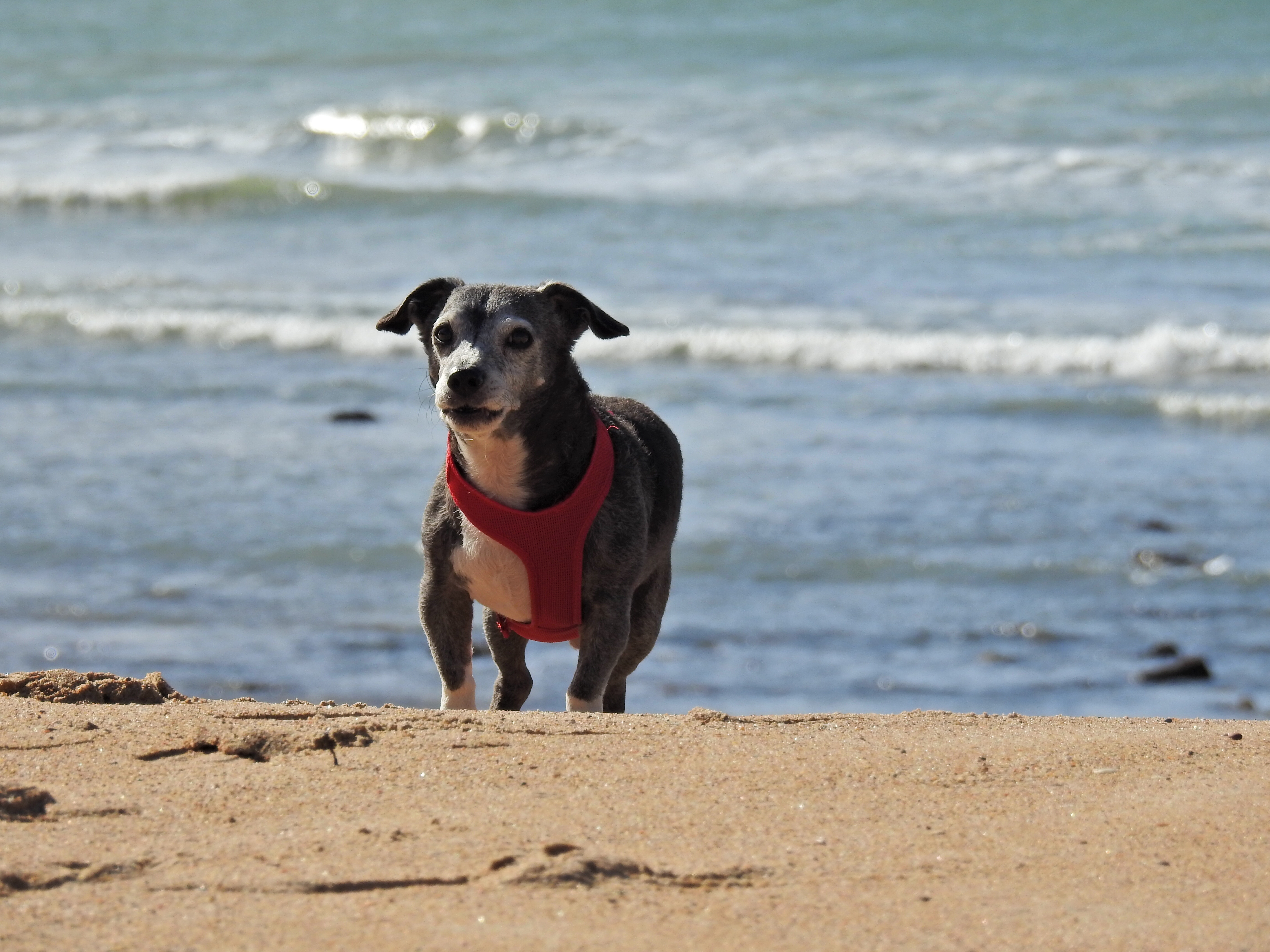
Yaki, Chiweenie, teckel con chihuhua.

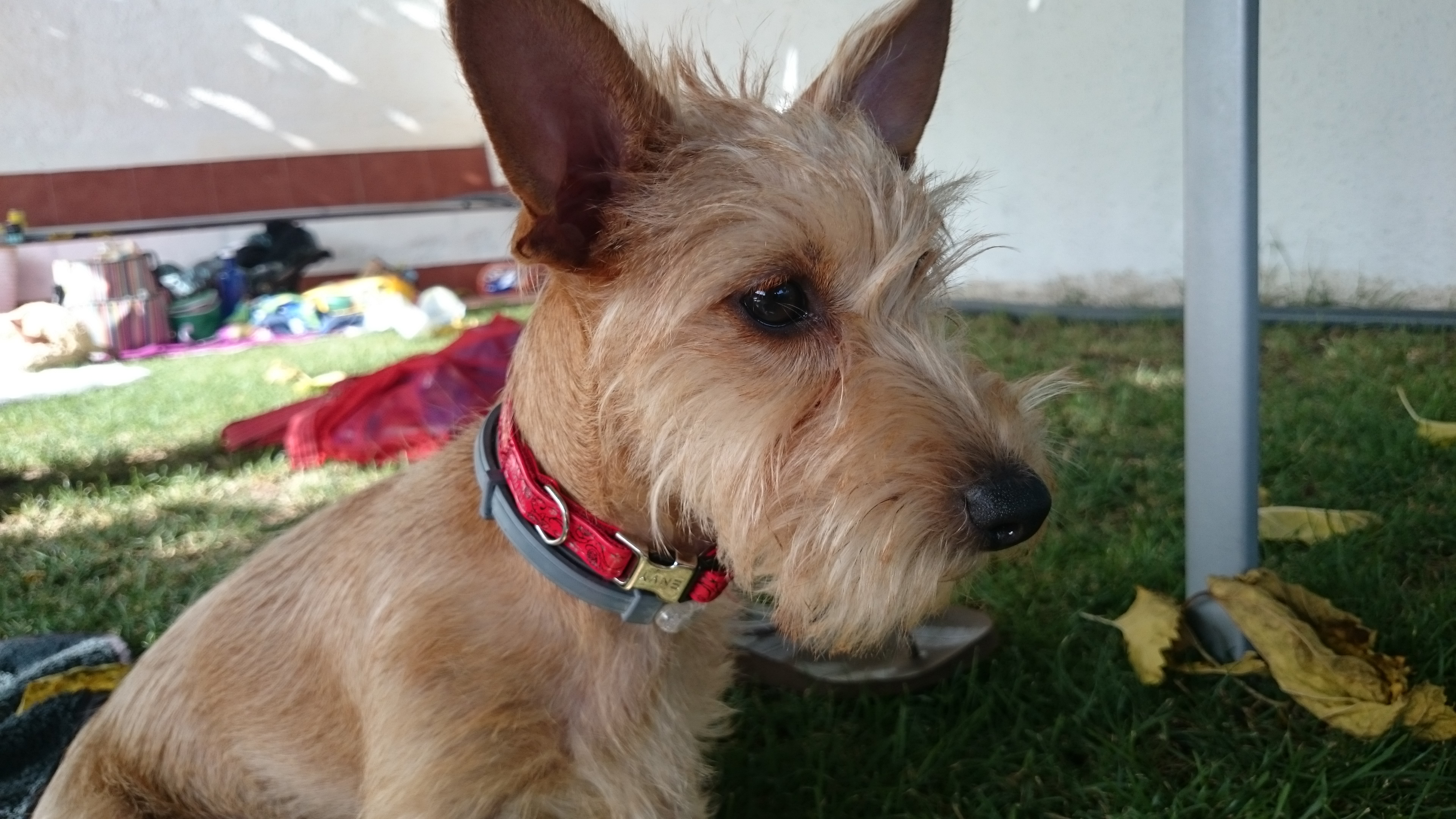
Perra de la raza Chiweenie. Se pueden apreciar las orejas en punta de los Chihuahua, morro alargado de los Dachshund aunque no llega a ser todo lo largo de la raza original.

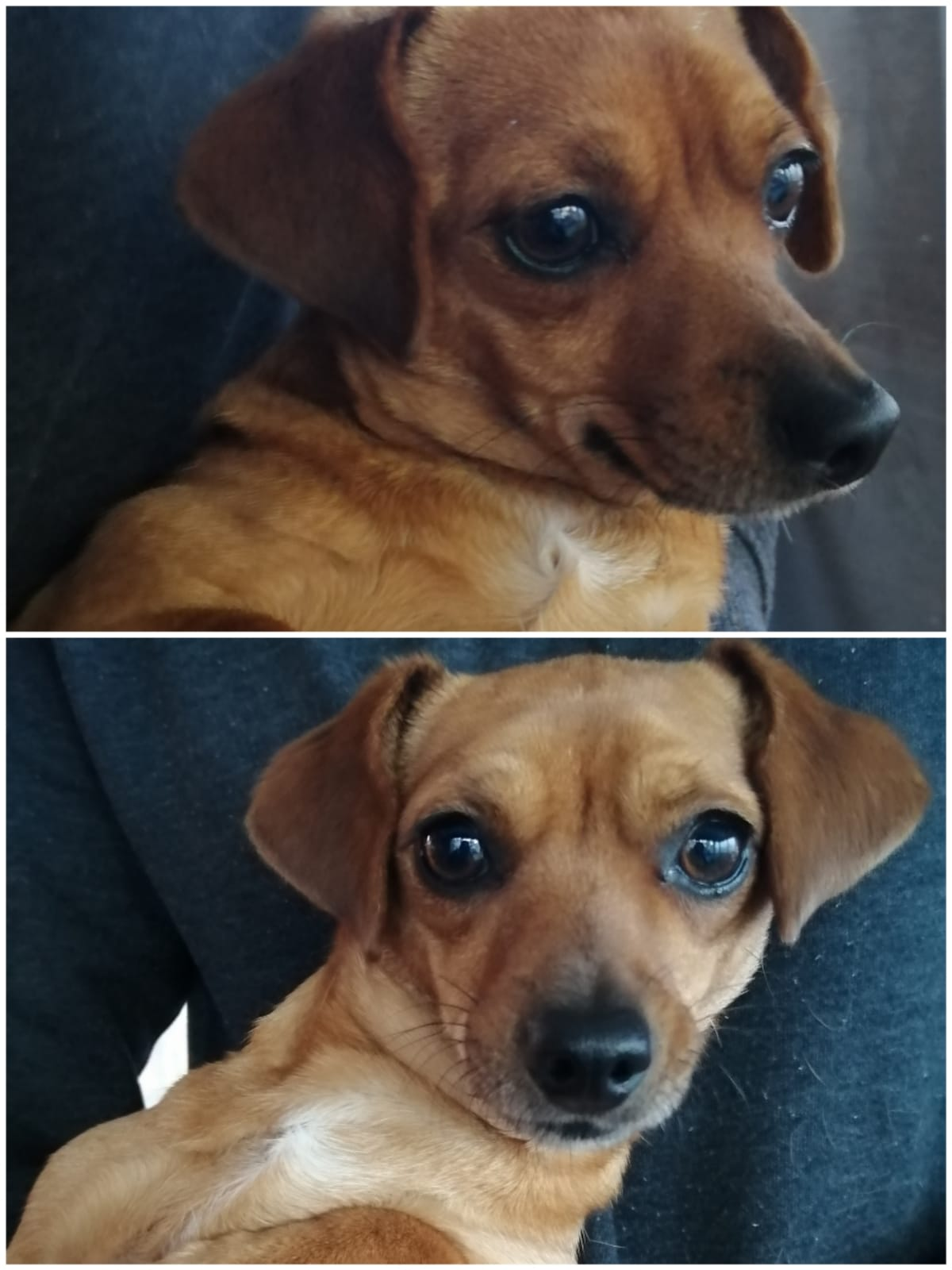
Chiweenie con rasgos faciales típicos de Chihuaha con diferencia en la longitud y forma del hocico canino, teniendo más similitud con la raza Dachshund

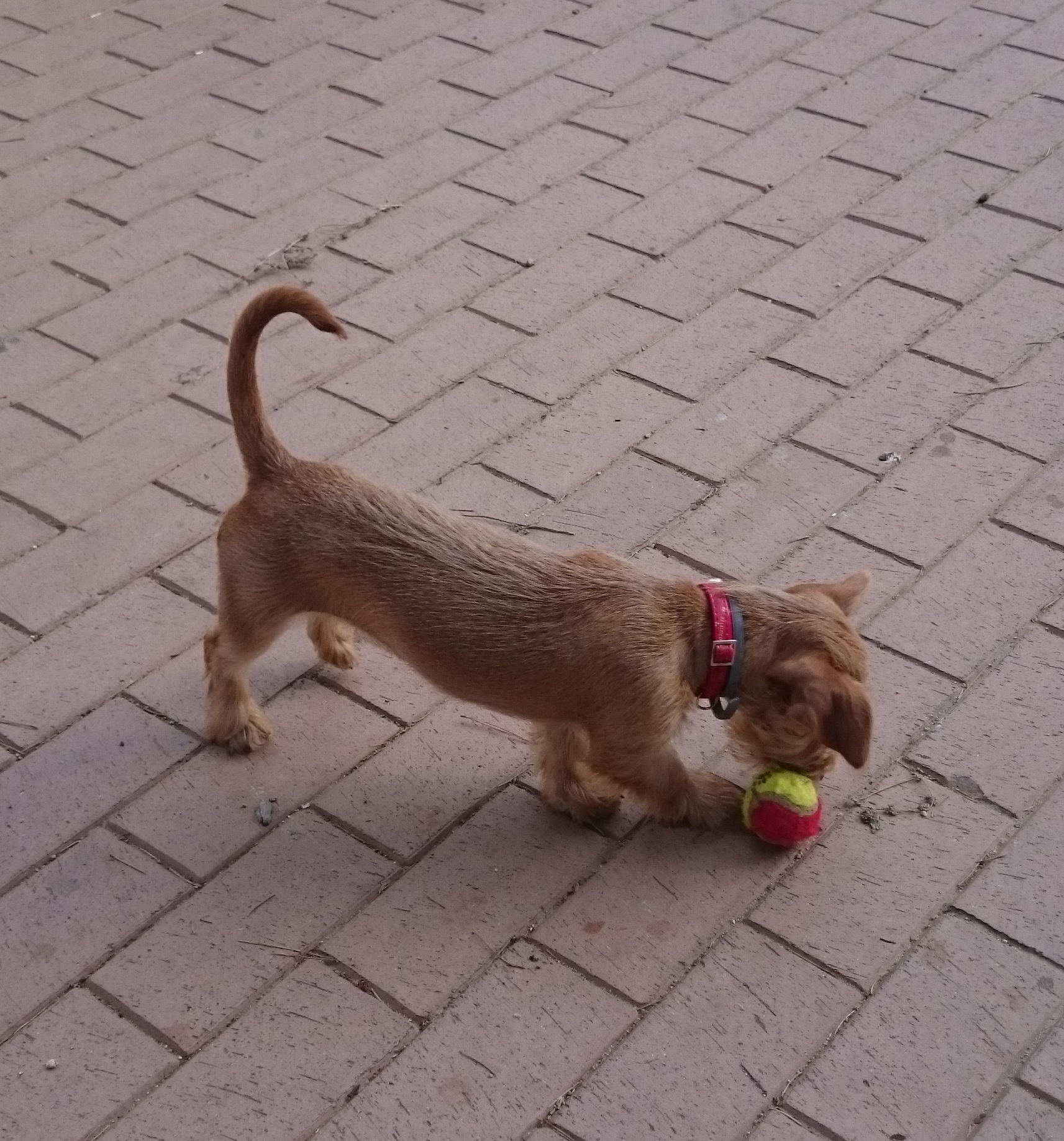
Chiweenie. Se puede apreciar perfectamente la mezcla de ambas razas con tan solo mirar el cuerpo. Alargado aunque no tanto como el Dachshund original, patas más largas y más distancia desde el pecho hasta el suelo.

Un "Chiweenie" es un cruce de razas de perros entre el Chihuahueño y el Dachshund, este último también llamado Teckel o " Perro salchicha". Es considerado un perro híbrido o "de diseño" que ha ganado popularidad en los últimos años.

## Comportamiento
En general, el Chiweenie es un perro muy amigable, sobre todo con gente con un comportamiento normal.
- Los Chiweenies son animales muy listos y aprenden muy bien de cachorros. También pueden llegar a ser bastante tozudos, así que se debe reforzar el entreno y enfocarlo al entreno en positivo (chuche, caricia...) si quieres que obedezca.
- El ladrido es común en los Chiweenies, muy común, si necesitas o buscas un perro silencioso estás mirando precisamente en el otro extremo. Tiene una energía alta pues necesitan tener la mente ocupada en juegos o en paseos para evitar el aburrimiento.
- Esta raza es muy leal y suele tener un favorito entre sus dueños, será la que normalmente sigan a todos lados.
- Se puede aplicar el carácter de las dos razas. Son perros con mucha personalidad.

## Características
Este cruce híbrido es reconocido por el club híbrido canino americano. Los Chiweenies son perros muy amigables y con mucha energía. En el aspecto físico y de comportamiento presenta una mezcla de las razas de origen.